# Lin Dan
Lin Dan (en xinès: 林丹; pinyin: Lín Dān) (Longyan, República Popular de la Xina 1983) és un jugador de bàdminton xinès, guanyador de dues medalles olímpiques d'or.

## Biografia
Va néixer el 14 d'octubre de 1983 a la ciutat de Longyan, població situada a la província de Fujian (República Popular de la Xina). Està casat amb la també jugadora de bàdminton i medallista olímpica Xie Xingfan i no tenen fills.

## Carrera esportiva
Va participar, als 12 anys, als Jocs Olímpics d'Estiu de 2004 realitzats a Atenes (Grècia), on fou eliminat en primera ronda. En els Jocs Olímpics d'Estiu de 2008 realitzats a Pequín (República Popular de la Xina) aconseguí guanyar la medalla d'or, un metall que revalidà en els Jocs Olímpics d'Estiu de 2012 celebrats a Londres (Regne Unit), esdevenint el primer jugador masculí de bàdminton en reeditar un títol olímpic. Lin es va convertir en un dels jugadors dominants de la sèrie individual masculina, guanyant nou campionats internacionals entre 2002 i 2004. Per a sorpresa de tothom, Lin va ser eliminat a la primera ronda dels Jocs Olímpics d'estiu de 2004. No obstant això, va continuar el seu domini en tornejos internacionals i ha estat constantment classificat com a número 1 del món des de principis de 2004, excepte durant períodes curts el 2006 i el 2009, quan el malàisia Lee Chong Wei va aconseguir el primer lloc.
Al llarg de la seva carrera ha guanyat divuit medalles en el Campionat del Món de bàdminton, entre elles quatre medalles d'or; cinc medalles al Campionat d'Àsia de bàdminton, entre elles dues d'or; i cinc medalles més als Jocs Asiàtics, entre elles tres medalles d'or. Lin es converteix en el primer jugador de bàdminton a ser coronat campió del món tres vegades seguides (2006, 2007 i 2009).

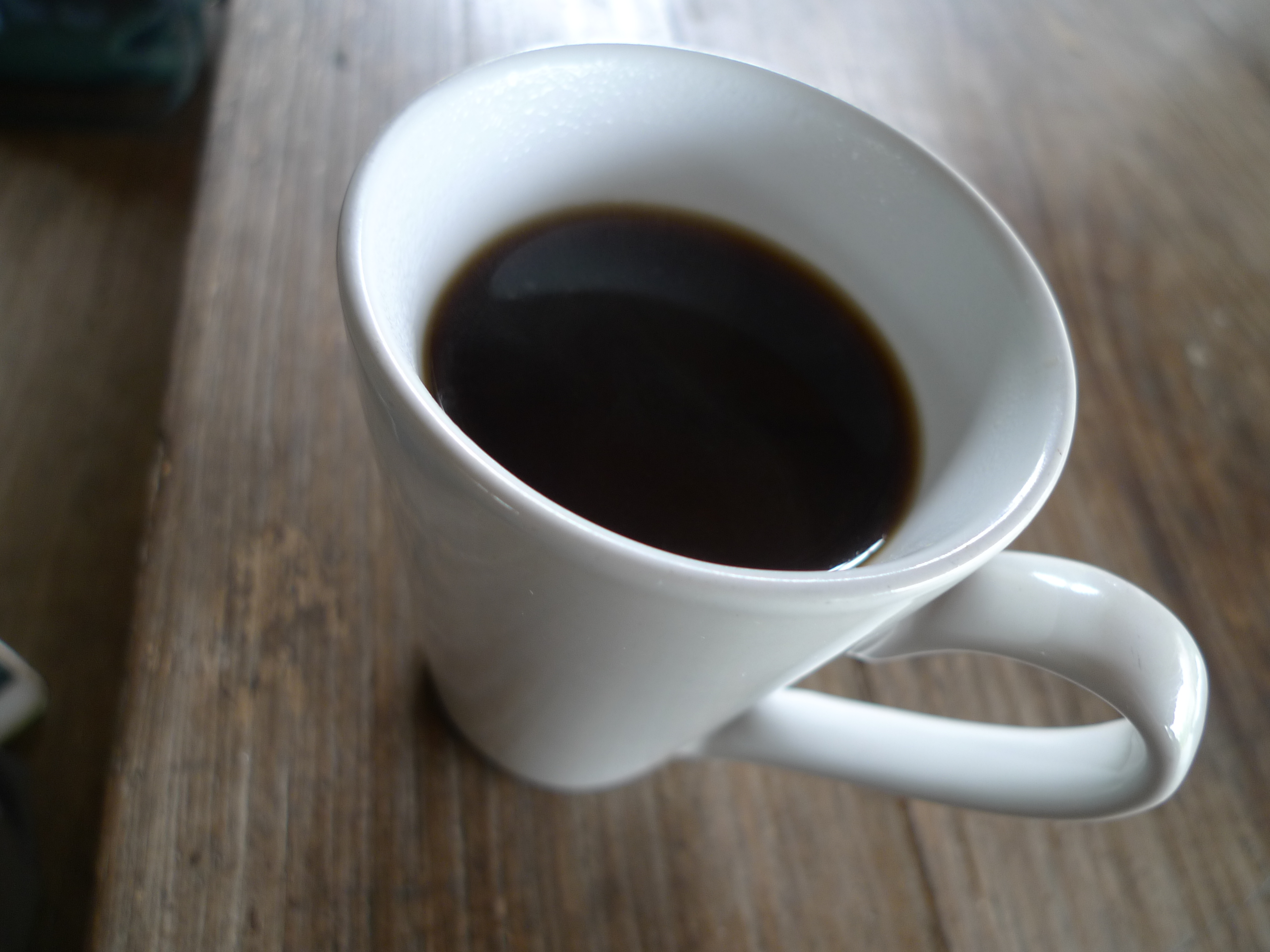
Kapeng barako a Tagaytay, Cavite

Lin va contribuir a les successives victòries de la Xina guanyant la Copa Thomas 5 vegades seguides (2004, 2006, 2008, 2010 i 2012) i la Copa Sudirman 4 vegades consecutives (2005, 2007, 20119 i 2).

### Temporada
- 2004

Lin Dan ja era el número u mundial als 20 anys. Va començar l'any guanyant el seu primer All-England Open, derrotant al danès Peter Gade. Va continuar brillant i va guanyar l'Open de Suïssa i l'Open de Danès superant al seu company d'equip i antic número u mundial Xia Xuanze. Al maig, Lin Dan va tenir un paper important en la Copa Thomas tornant a la Xina després d'un llarg domini d’Indonèsia.
- 2005

Al maig, Lin Dan i els seus compatriotes van portar la Sudirman Cup a la Xina, que havien perdut contra Corea del Sud el 2003. A l'agost, Lin Dan va arribar a la seva primera final del campionat del món a Anaheim, Estats Units, però la va perdre davant el talentós indonesi Taufik Hidayat.
- 2006

Al maig, Lin Dan i els seus companys d'equip van ampliar la supremacia de Xina a l'esdeveniment de la Copa Thomas a Tōkyō, Japó (Xina la va guanyar per 3-0 en la final contra Dinamarca).

Al setembre, Lin Dan va guanyar el seu primer campionat mundial en derrotar al seu compatriota Bao Chunlai en un thriller de tres sets 18-21, 21-17, 21-12. Posteriorment, Lin Dan va recuperar el seu estatus de número u mundial que havia estat breument ocupat per Lee Chong Wei.
- 2007

Lin Dan va començar l'any perdent a l'Open de Malàisia davant el Park Sung-hwan de Corea del Sud. El mal començament no va durar gaire, ja que una setmana després va guanyar l'Open de Corea superant el seu compatriota Chen Jin. Després va guanyar l'Open d'Alemanya, després de nou l'Open d'Anglaterra, aixafant el seu compatriota Chen Yu (21-13, 21-12).
 Al juny, Lin Dan va formar part de l'equip xinès a la Sudirman Cup, celebrada a Glasgow, Escòcia. L'equip xinès es va portar a casa la copa després de vèncer a Indonèsia per 3-0 a la final.
 A l'agost, Lin Dan va allargar el seu regnat com a campió del món en derrotar l'indonèsia Sony Dwi Kuncoro (21-11, 22-20). Lin Dan es converteix en el primer home des de Yang Yang a guanyar dos campionats del món seguits.
- 2008

Lin Dan va començar el 2008 perdent la final de l'All England Open davant el seu compatriota Chen Jin, però, no obstant això, va guanyar l'Open de Suïssa. A la Copa Thomas de 2008, celebrada a Jakarta, Lin Dan va perdre a les semifinals davant el malaisi Lee Chong Wei. Amb la seva derrota, el seu equip encara va poder arribar a la final on Lin Dan va aconseguir un punt per a la Xina en vèncer a Park Sung-Hwan en tres sets (10-21, 21-18, 21-8). La Xina va vèncer Corea del Sud per 3-1 i va portar la copa a la Xina per tercera vegada consecutiva. Lin Dan no va jugar a l’Open de Singapur ni a l'Obert d'Indonèsia, a causa del seu intens entrenament per als Jocs Olímpics. No obstant això, va jugar l'Open de Tailàndia com a torneig de preparació per als Jocs Olímpics. Allà, va vèncer Boonsak Ponsana, que era el favorit per guanyar el títol.
Als Jocs Olímpics, Lin Dan, que sens dubte era l'heroi local i el favorit del torneig, va començar guanyant Ng Wei de Hong Kong en sets seguits (21-16, 21-13). Després va guanyar el partit contra Park Sung-Hwan (21-11, 21-8), i als quarts de final, va guanyar contra Peter Gade, somiant de guanyar una medalla olímpica en dos sets. Després va derrotar al seu company d'equip Chen Jin a les semifinals. Després, a la final, va guanyar la medalla d'or contra el malaisi Lee Chong Wei en sets seguits (21-18, 21-9).
Lin Dan torna al novembre després d'una pausa olímpica i juga a l'Open de la Xina. Va tornar a trobar-se amb Lee Chong Wei a la final i va guanyar per resultats de 21-18, 21-9. A finals de novembre va perdre contra Chen Jin a la final de l'Open de Hong Kong en tres sets (9-21, 21-9, 17-21).
- 2009

Lin Dan va guanyar l'Open d'Anglaterra en derrotar a Lee Chong Wei en sets seguits (21-19, 21-12). Amb prou feines una setmana després, però, va ser derrotat per Lee a la final de l'Omega European Masters (Swiss Open a Basilea) en sets seguits (21-16, 21-16). Al maig, Lin Dan va formar part de l'equip xinès a la Sudirman Cup, que va tenir lloc a Guangzhou, Xina. Va guanyar tots els seus partits, inclosa la semifinal contra Lee Chong Wei. A l'agost, Lin es va convertir en el primer jugador a guanyar tres títols de campionat del món consecutius, superant el seu compatriota Chen Jin per 21-18, 21-16.
- 2010

Lin Dan comença l'any renunciant al seu títol de l'Open d'anglès, que havia guanyat quatre vegades de sis aparicions a la final. Va ser el seu company d'equip Bao Chunlai qui el va destronar als quarts de final després d'una batalla en 61 minuts pel marcador de 21-16, 18-21, 21-17. Durant els campionats del món que tenien lloc a París, va ser, per sorpresa de tothom, eliminat als quarts de final per un sud-coreà en dos sets de 21-13 cada cop.
- 2011

El 2011, Lin Dan es va convertir en campió del món per 4a vegada guanyant contra Lee Chong Wei 20-22, 21-14, 23-21.
- 2012

L'any 2012 està marcat per l'èxit dels principals objectius de Lin Dan: victòria als Jocs Olímpics de Londres, així com els rècords d'un cinquè títol al torneig Open més prestigiós, el d’Anglaterra, i una cinquena victòria consecutiva a la Thomas Cup amb la selecció xinesa.
- 2013

Ho va tornar a fer durant la següent edició el 2013, i va guanyar un 5 títol mundial històric, tot i que no estava cap de sèrie i s'havia beneficiat d'una invitació dels organitzadors.
Al maig, Lin Dan i els seus companys van ampliar la supremacia de la Xina a la Copa Thomas a Tòquio, Japó (la Xina va guanyar 3-0 a la final contra Dinamarca).
 Al setembre, Lin Dan va guanyar el seu primer campionat mundial en derrotar al seu compatriota Bao Chunlai en un thriller de tres sets 18-21, 21-17, 21-12. Posteriorment, Lin Dan va recuperar el seu estatus de número u mundial que havia estat breument ocupat per Lee Chong Wei.
- 2015

Va guanyar el seu primer torneig de Super Series de l'any al setembre, a l'Open del Japó, després de vèncer notablement a Lee Chong Wei als quarts de final i recuperar una desavantatge de 8 punts en l'últim partit de la final contra Viktor Axelsen.

## Vida personal
Lin va mantenir una relació amb Xie Xingfang, també ex campiona del món de bàdminton, des de 2003. Es van comprometre en secret el 13 de desembre de 2010 a Haizhu, Guangzhou. Al principi, Xie va negar la seva relació sentimental amb Lin, encara que més tard la va reconèixer. Lin va reaccionar iradament davant l'exposició pública de la seva relació, al·legant raons de privadesa personal. Es van casar el 23 de setembre de 2012 i la cerimònia nupcial es va celebrar a la Universitat de Tecnología de Pequín.
Lin portava cinc tatuatges visibles durant els Jocs Olímpics d'Estiu de 2012. A la part superior del seu braç esquerre té una creu cristiana, a la part inferior del seu braç esquerre té cinc estrelles, a la part superior del seu braç dret es llegeix "fins a la fi del món", una doble lletra "F" a la part inferior del braç dret, i les seves inicials "LD" estan tatuades al clatell. Aquests tatuatges han estat objecte de polèmica a causa de la seva condició militar i religiosa.
El 17 d'octubre de 2012, es va convertir en el primer jugador de bàdminton xinès en actiu a acceptar un màster, que li va ser lliurat a la Universitat de Huaqiao. La seva autobiografia, Fins a la fi del món, es va publicar després que defensés amb èxit el seu títol olímpic a les Olimpíades de Londres 2012.
Ell i la seva esposa Xie Xingfang van tenir al seu primer fill "Xiao Yu" (Petita ploma) el 5 de novembre de 2016. El 17 de novembre del 2016, va admetre haver tingut una aventura i es va disculpar a Weibo. Pel que sembla, els usuaris de les xarxes socials havien identificat la dona com a actriu i model Zhao Yaqi.